# 久部良簡易郵便局
久部良簡易郵便局（くぶらかんいゆうびんきょく）は、沖縄県八重山郡与那国町にある簡易郵便局である。日本最西端にある郵便局である。

## 概要
- 所在地：〒907-1801 沖縄県八重山郡与那国町与那国4022-230

## 沿革
- 1956年（昭和31年）2月20日 - 八重山郡与那国町与那国久部良4022-179に与那国郵便局久部良分室として開設[1]。
- 2000年（平成12年）
  - 3月21日 - 八重山郡与那国町与那国4022-223の仮局舎に移転。
  - 8月7日 - 八重山郡与那国町与那国4022-230の新局舎に移転。
- 2007年（平成19年）10月1日 - 民営化。
- 2012年（平成24年）10月1日 - 日本郵便株式会社発足。
- 2014年（平成26年）9月1日 - 与那国郵便局久部良分室が局種変更し、久部良簡易郵便局になる[2]。 局番号も70403Aから70729に変更。

## 取扱内容
- 郵便、印紙、ゆうパック
- 貯金、為替、振替、振込
- 生命保険
- ゆうちょ銀行ATM[3]

## 周辺
- 与那国町立久部良小学校
- 与那国町立久部良中学校
- 沖縄県道216号与那国島線

## アクセス
- 最西端観光「久部良港」バス停下車、徒歩1分
- 駐車場あり：3台